# Casper Christensen

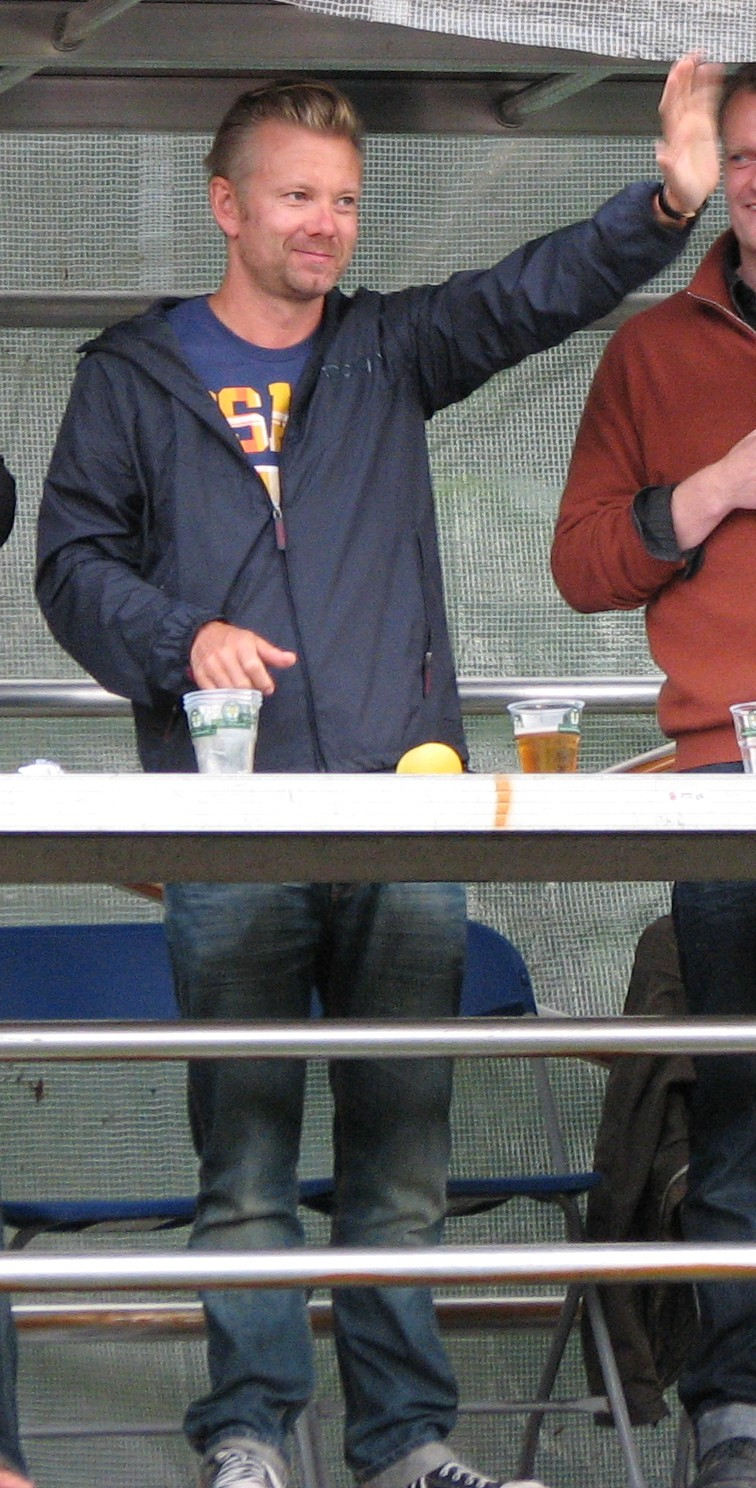
Casper Christensen som kommentator vid fotbollsturneringen Landligger i Rørvig år 2009.

Casper Lindholm Christensen, född 22 augusti 1968 i Kerteminde i Danmark är en dansk ståuppkomiker, TV-personlighet och skådespelare.

## Biografi
Christensen ingick i den första kullen danska ståuppkomiker som under slutet av 1980-talet uppträdde på Restaurant DIN's i Köpenhamn. Han fick senare sitt första uppdrag på dansk TV som programledare i barnprogrammet Hvaffor en hånd, ungefär Gissa vilken hand, på DR1 år 1991.
Genombrottet för den stora publiken kom när han ledde det direktsända underhållningsprogrammet Husk lige tandbørsten, den danska versionen av TV-formatet Don't Forget Your Toothbrush, 1995. Han ledde programmet tillsammans med Anette Toftgaard(da) och de blev ett par även privat vilket fick stort genomslag i skvallerpressen.
1996 gjorde han underhållningsprogrammet Safari. Det var ett direktsänt program med musikalisk underhållning, frågesport och sketcher. Programmet gjordes i 11 avsnitt som visades på DR1 under bästa sändningstid men succén uteblev. 
Efter Safari fortsatte han på radio med programmet Tæskeholdet på danska P3 tillsammans med andra ståuppkomiker. Radioprogrammet blev en succé och han anställdes av danska TV 2 för att utveckla nya underhållningsformat. Det blev talkshowen Darios Joint som inte nådde någon större framgång.
Nästa projekt blev ett sketchprogram på DR2 tillsammans med bland andra Frank Hvam som kallades Casper og Mandrilaftalen. Serien fick en trogen publik trots att kanalen hade relativt få tittare och att programmet lades sändes på kvällen.
Tillsammans med Frank Hvam gjorde han den danska situationskomedin Langt fra Las Vegas för den nya kanalen TV 2 Zulu. Serien blev en stor framgång och gjordes i 5 säsonger och 53 avsnitt. Den danska skådespelerskan Iben Hjejle medverkade som huvudpersonen Casper Christensens flickvän. De blev ett par även privat och även den här gången hamnade kärlekslivet i skvallerpressen. Det var en skvallertidning som avslöjade förhållandet medan Casper Christensen fortfarande var gift med Anette Toftegaard. Våren 2011 meddelade Casper Christensen och Iben Hjejle att de ska skiljas.
Samarbetet mellan Casper Christensen och Frank Hvam fortsatte på TV 2 Zulu med en ny situationskomedi, Klovn, i vilken Casper Christensen åter spelar huvudrollen under eget namn. Det gör även Frank Hvam och Iben Hjejle som Caspers flickvän. Klovn blev en stor succé i Danmark och har sålts till alla nordiska länder.
Efter Klovn har Casper arbetat som programvärd för diverse underhållningsprogram och talkshower och till julen 2010 hade filmen Klovn: The Movie premiär.